# Lys (1746)
Pour les articles homonymes, voir Lys (homonymie).
Le Lys était un vaisseau de ligne à deux ponts portant 64 canons, construit par Jacques Luc Coulomb à Brest en 1745, et lancé en 1746. Il opéra dans l’Océan Indien à la fin de la guerre de Succession d’Autriche. Il fut capturé par la Royal Navy en 1755, au début de la guerre de Sept Ans, au cours d'une mission à destination du Canada.

## Caractéristiques générales
Le Lys était un bâtiment moyennement artillé mis sur cale selon les normes définies dans les années 1730-1740 par les constructeurs français pour obtenir un bon rapport coût/manœuvrabilité/armement afin de pouvoir tenir tête à la marine anglaise qui disposait de beaucoup plus de navires. Il faisait partie de la catégorie de vaisseaux dite de « 64 canons » dont le premier exemplaire avait été lancé en 1735 et qui fut suivi par plusieurs dizaines d’autres jusqu’à la fin des années 1770, époque où ils furent définitivement surclassés par les « 74 canons. »
Comme pour tous les vaisseaux de guerre de l’époque, sa coque était en chêne, son gréement en pin, ses voiles et cordages en chanvre. Il était moins puissant que les vaisseaux de 74 canons car outre qu'il emportait moins d'artillerie, celle-ci était aussi pour partie de plus faible calibre, soit :
- vingt-six canons de 24 livres sur sa première batterie percée à treize sabords,
- vingt-huit canons de 12 sur sa deuxième batterie percée à quatorze,
- dix canons de 6 sur ses gaillards[6].

Cette artillerie correspondait à l’armement habituel des 64 canons. Elle était en fer. Lorsqu'elle tirait, elle pouvait délivrer une bordée pesant 540 livres (soit à peu près 265 kg) et le double si le vaisseau faisait feu simultanément sur les deux bords. Chaque canon disposait en réserve d’à peu près 50 à 60 boulets, sans compter les boulets ramés et les grappes de mitraille.
Pour nourrir les centaines d’hommes qui composaient son équipage, c’était aussi un gros transporteur qui devait, selon les normes du temps, avoir pour deux à trois mois d'autonomie en eau douce et cinq à six mois pour la nourriture. C'est ainsi qu'il embarquait des dizaines de tonnes d’eau, de vin, d’huile, de vinaigre, de farine, de biscuit, de fromage, de viande et de poisson salé, de fruits et de légumes secs, de condiments, de fromage, et même du bétail sur pied destiné à être abattu au fur et à mesure de la campagne.

## La carrière du vaisseau

### Mission dans l’océan Indien lors de la guerre de Succession d’Autriche (1747 - 1749)

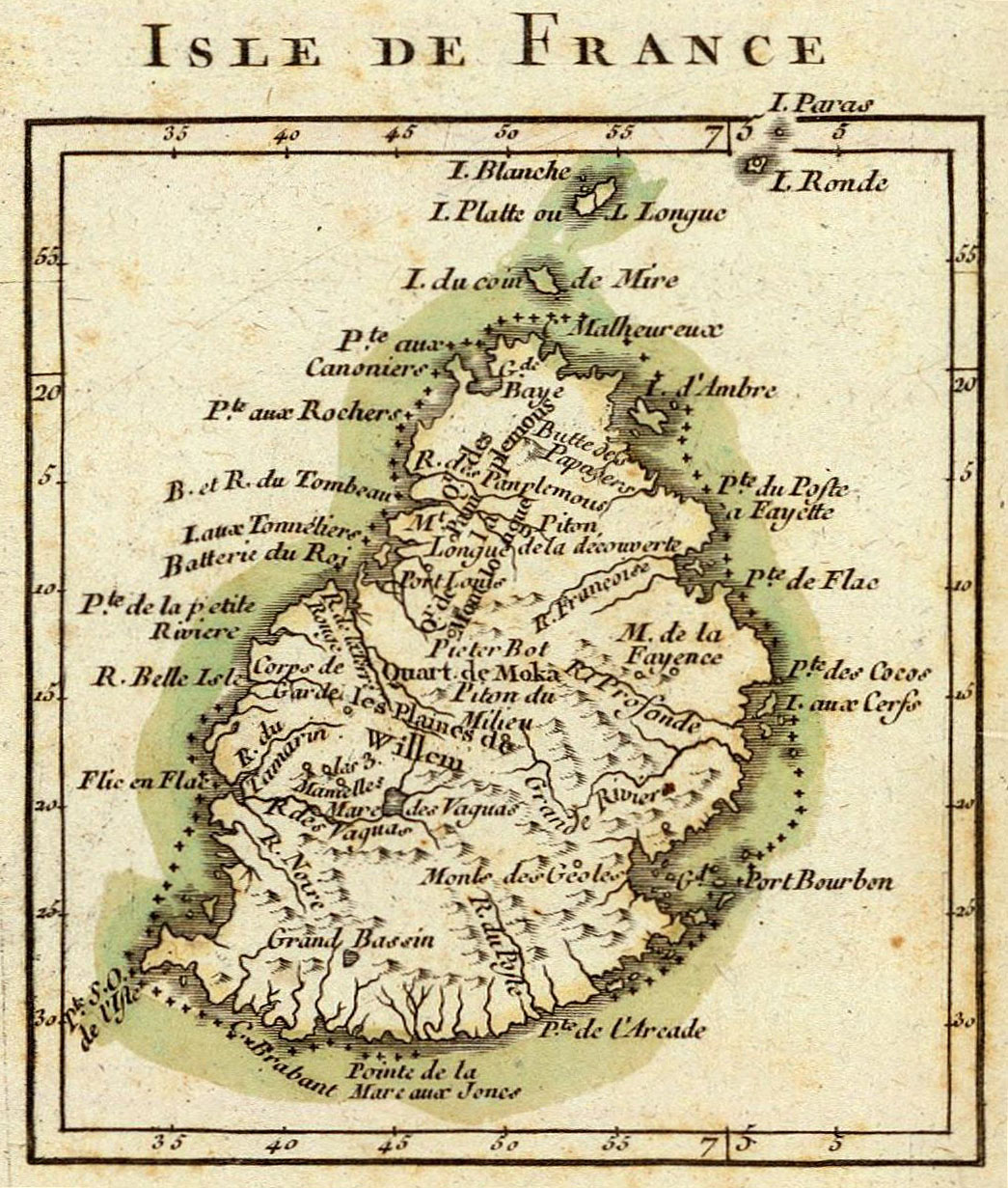
L’île de France, à l’époque où y séjourna le Lys.

Le bâtiment entra en service à la fin de la guerre de Succession d'Autriche, en 1747. Il devait faire partie d’une petite division de trois vaisseaux chargée d’escorter un convoi d’une quinzaine de voiles à destination des Indes orientales. Il fut placé sous les ordres d’un marin expérimenté, le capitaine de frégate Bouvet de Lozier. Il s’agissait d’apporter de l’argent et des renforts dans l’Hindoustan à la Compagnie des Indes qui y soutenait presque toute seule la guerre contre l’Angleterre et qui avait essuyé de lourdes pertes.
Le convoi et sa division appareillèrent de Lorient le 27 mars 1747 mais fut aussitôt assailli et dispersé par un violent coup de vent. Seuls le Lys et quatre transporteurs poursuivirent leur route, le reste devant se réfugier à l’île d’Aix pour faire des réparations. Quelques semaines plus tard, le Lys atteignait l’île de Sainte-Catherine, lieu traditionnel d’escale sur la côte du Brésil. Bouvet de Lozier y attendit en vain le reste des navires, ne sachant pas que ceux-ci étaient restés à l’île d’Aix jusqu’au mois de mai avant d’être intégrés à un autre convoi. Le Lys reprit la route des Indes le 9 août ; deux mois plus tard, le 12 octobre, il touchait la rade de Port-Louis, à l’île de France.
Il y resta stationné deux mois, le temps pour le gouverneur de rassembler et d’armer tous les navires disponibles (civils et militaires) afin d’apporter des renforts à Dupleix, qui, enfermé dans Madras, risquait d’être assiégé et pris par des forces anglaises très supérieures. C’est ainsi que le Lys se retrouva navire amiral d’une escadre de sept bâtiments qui se formait sur la côte de Madagascar, à Foule Pointe, où les ressources étaient plus importantes qu’à l’île de France.
Bouvet de Lozier prit la mer le 23 mai 1748. Avec beaucoup d’habileté, il réussit à se glisser au milieu des escadres anglaises, exécuter toute sa mission et revenir sain et sauf avec tout son monde. Le 15 juin, il était dans les eaux de Ceylan, puis remonta la côte de l’Inde et surprit au mouillage à Gondelour, le 20 juin, l’escadre anglaise de Griffin. Mais, jugeant ses forces trop faibles pour engager le combat, il préféra poursuivre sa route. Le 22 juin, Bouvet de Lozier était à Madras où il débarqua les 60 000 marcs d’argent qu’il convoyait ainsi que les munitions et 400 hommes de renfort. Reprenant la mer immédiatement, il évita toutes les croisières anglaises et le 25 juillet, il était de retour à l’île de France. Ces secours permirent à Dupleix de résister victorieusement dans Pondichéry à l’escadre anglaise de Boscawen qui arriva en août.
La paix entre l’Angleterre et la France, signée en octobre 1748, ne clôtura les opérations en Asie que l’année suivante, le temps que les dépêches y soient acheminées. Le Lys parut encore sur les côtes de l’Inde à Pondichéry en février 1749, cette fois dans l’escadre de Kersaint, qui avait succédé à Bouvet de Lozier. Les dates de retour du Lys en France sont inconnues : peut-être à la fin de 1749 où au début de 1750. En 1751, à sa cinquième année de service, on le retrouvait désarmé à Brest, mais déclaré « en bon état ».

### Mission et perte dans l’Atlantique lors de la guerre de Sept Ans (1755)

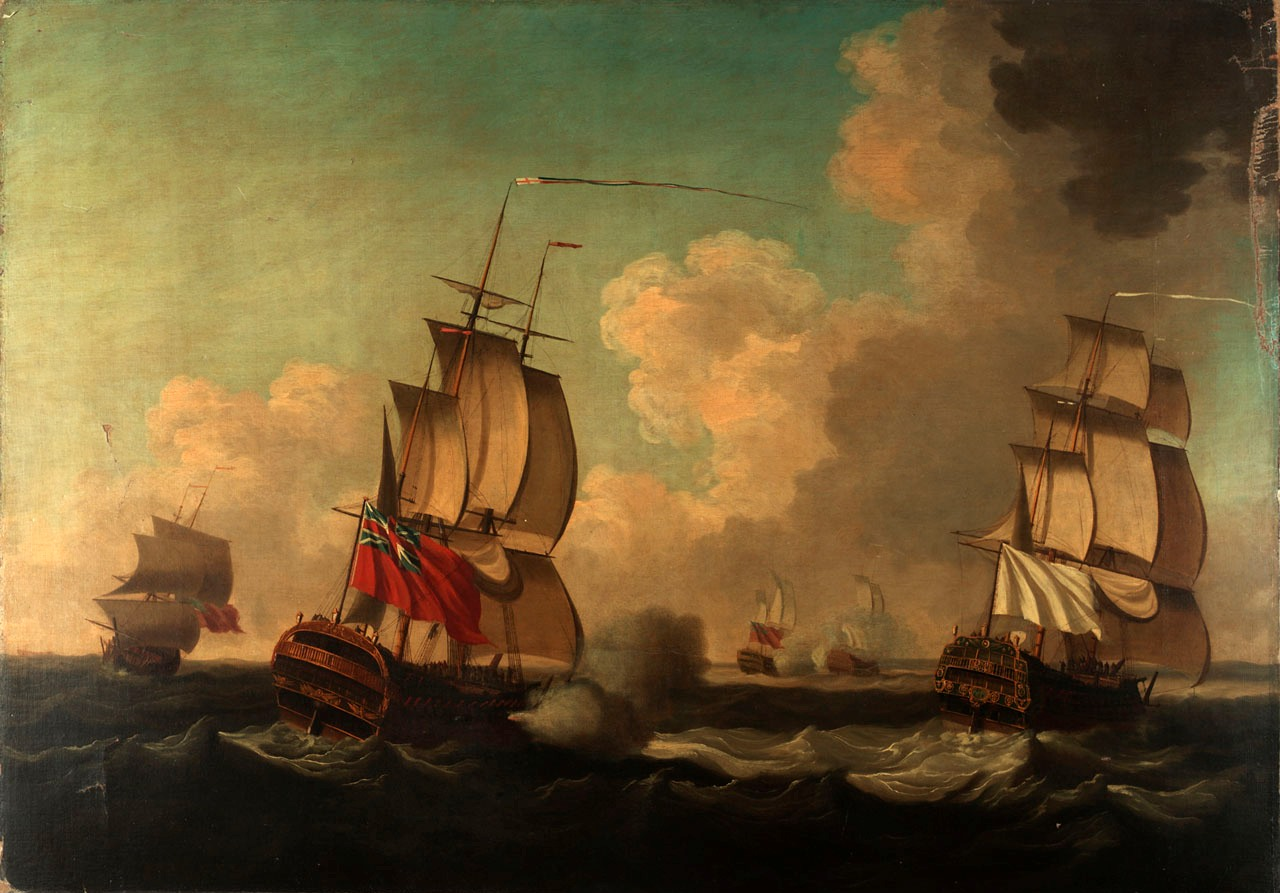
La capture de lAlcide et du Lys en 1755, au large de Terre-Neuve.

En 1755 la guerre menaçait de nouveau avec l'Angleterre. Pour y faire face, le chef d'escadre Dubois de La Motte avait reçu le commandement d'une flotte de dix-huit voiles composée de trois vaisseaux de ligne, onze vaisseaux armés en flûtes et quatre frégates. Cette force convoyait 3 000 hommes de troupes à destination du Canada et embarqués pour l'essentiel sur les onze vaisseaux réduits en flûte. Le Lys, qui faisait partie des flûtes, vit donc son armement réduit à 22 canons pour le transport des régiments de Languedoc (quatre compagnies), et de La Reine (quatre compagnies).
Il fut capturé avec  l'Alcide le long des côtes de Terre-Neuve le 8 juin 1755 par le vice-amiral britannique Boscawen qui avait reçu pour mission, avec l’escadre d’Halifax, d'intercepter tous les navires français. Malgré sa faible artillerie, son commandant, le chevalier de Lorgeril opposa une longue résistance aux trois vaisseaux anglais qui le cernaient. L’expédition n'était cependant pas un échec, car hormis ces deux bâtiments, tout le reste de l'escadre était passé. Le Lys est l'un des trente-sept vaisseaux perdus par la France pendant la guerre de Sept Ans.